# Zdenka Mokrá-Burghauserová
Zdenka Mokrá-Burghauserová v matrice ještě Jarmila (30. března 1894 Chrudim – 19. srpna 1960 Praha) byla česká malířka, grafička a pedagožka.

## Životopis
Zdenka se narodila v rodině Gustava Burghausera (1861–1951), profesora na Střední hospodářské škole v Chrudimi a Miloslavy Burghauserové-Hájkové z Písku. Měla šest sourozenců: sestry Miloslavu (1889) profesorku v Pardubicích, Ludmilu (1893–1936), Jarmilu (1896–1920) malířku a profesorku v Chrudimi, Pravoslavu (1897), Vlastu (1899) a bratra Jaroslava (1902). Dne 9. 6. 1920 vystoupila z církve katolické,19. 7. 1920 se provdala za malíře F. V. Mokrého. Měli spolu syna Jarmila, rozvedli se roku 1927.
Po ukončení dívčího lycea v Chrudimi studovala v letech 1910–1914 Umělecko-průmyslovou školu v Praze u profesorů Josefa Schussera a Emilie Krostové. Po dobu pražských studií docházela do pěvecké školy Růženy Maturové.
Po studiích absolvovala jako učitelka kreslení zkušební rok na dívčích školách v Plzni a Praze, poté dva roky suplovala za Augustina Němejce v Plzni. V říjnu 1919 definitivně přesídlila do Prahy, kde vyučovala na Vyšší dívčí škole až do roku 1937, kdy odešla do důchodu.
Hodně cestovala – po jižní a západní Evropě, do Egypta, Libanonu a Sýrie. Spoluzakládala Kruh výtvarných umělkyň (KVU), ze kterého však počátkem čtyřicátých let vystoupila. Za 2. světové války byl o její tvorbu velký zájem. Mezi roky 1948 až 1957 nesměla vystavovat.
Bydlela v Praze XIII na adrese Klidná 294 (Střešovice).

## Dílo
Byla malířka figurální kompozice, užitkové grafiky, divadelních dekorací. Svými obrazy vyjadřuje citovou povahu a vnitřní svět současné české ženy. Její vývoj jde od symbolického expresionismu až k novoklasice velmi osobitého pojetí. Získala Turkovu cenu za rok 1925.

### Výstavy
| Chrudim 1916                | Paříž (Salon des Independants) 1933      |
| Plzeň 1918                  | Paříž (Salon des Independants) 1934      |
| Praha s KVU od 1921         | Praha souborná výstava 1934              |
| Hradec Králové 1921         | Chrudim 1934                             |
| Olomouc 1924                | Brno 1935                                |
| Košice 1924                 | Praha: Národ svým výtvarným umělcům 1939 |
| Praha souborná výstava 1927 | Plzeň 1940                               |
| Amsterodam a Haag 1929      | Praha 1941                               |
| Mladá Boleslav 1932         | Praha souborná výstava 1944              |

### Katalogy
- Katalog výstavy malířky Zdenky Burghauserové v květnu 1927 – Krasoumná jednota, Dům umělců Praha

- Katalog výstavy Zdenky Burghauserové: Topičův salon: 11. 4, 1834–30. 4. 1934 – úprava textu Jindřich Čadík . Praha: KVU, 1934

- Katalog výstavy Zdenky Burghauserové , výstavní pavilon KVU Aleš v Brně: 20. říjen 1935–12. listopad 1935 – Jindřich Čadík; instalace výstavy: architekt V. Hrdlička. Brno: KVU Aleš, 1935
- Průvodce výstavou obrazů a kreseb Zdenky Burghauserové: 17. III. 1940–15. IV. 1940 – Jindřich Čadík. Plzeň: Západočeské průmyslové muzeum, 1940
- Výstava souboru obrazů, kreseb a grafik Zdenky Burghauserové – úvod Jiřina Vydrová. Praha: Salon Výtvarné dílo, 1941
- Zdenka Burghauserová: uzavřeno v lednu 1944 – sestavil Karel Jaroslav Obrátil. Praha: Spolek sběratelů a přátel exlibris, 1944
- Zdenka Burghauserová: k její souborné výstavě – Praha: Svaz českého díla, 1944
- Seznam prací [výstavy] Zdenky Burghauserové : – instalační spolupráce Hana Autengruberová. Praha: Svaz českého díla, 1944

### Obrazy
| 1. Bolest                                                       | 41. Afrika                                                      |
| 2. Předjaří                                                     | 42. Ravelovské téma: 1949, olej, 114 cm × 163 cm                |
| 3. Afrika                                                       | 43. Ženy v šátku: uhel, 34,5 cm × 26,4 cm                       |
| 4. Tanec smrti                                                  | 44. Cikánka: olej, 35 cm × 25 cm                                |
| 5. Podsvětí                                                     | 45. Stařec: olej, 40 cm × 30 cm                                 |
| 6. Sentimentální rozhovor                                       | 46. Lidická Madona: 1942, olej, 66 cm × 90 cm                   |
| 7. Varhan tóny                                                  | 47. Kostýmní návrh: akvarel                                     |
| 8. Závojem opia                                                 | 48. Zátiší                                                      |
| 9. Můj letní den                                                | 49. Kostýmní návrh ke hře Turandot: akvarel                     |
| 10. Jarní písnička                                              | 50. Harém: 1951, olej, 92 cm × 79 cm                            |
| 11. Tropické květy                                              | 51. Kostýmní návrh k Turandot: akvarel                          |
| 12. Koupání                                                     | 52. Scénický návrh: akvarel                                     |
| 13. Vyhnání z ráje                                              | 53. Májová slavnost: 1937, olej, 75 cm × 59 cm                  |
| 14. Altové sólo                                                 | 54. Tři dámy a kavalír: 1934, olej, 70 cm × 94 cm               |
| 15. Šiva-Parváti                                                | 55. Vražda: olej                                                |
| 16. Lásky hra osudná                                            | 56. Dvě ženy s mandolínou: 1957, olej, 68 cm × 46 cm            |
| 17. Nářek Israele                                               | 57. Tropické květy: olej, 65 cm × 74 cm                         |
| 18. Tanec Lásky                                                 | 58. Čtyři struny houslí: 1922, olej                             |
| 19. Karneval                                                    | 59. Můj Jarmilek, olej, 110 cm × 85 cm                          |
| 20. Čtyřportrét matce: 1924, olej, 160 cm × 113 cm              | 60. Portrét: 1937, olej, 93 cm × 124 cm                         |
| 21. Nářek žen: 1934, olej, 95,5 cm × 124,5 cm                   | 61. Dáma a tanečník: 1932, olej, 49 cm × 64 cm                  |
| 22. Čtyři sestry: 1936, olej, 110 cm × 89 cm                    | 62. Portrét ženy v křesle: 1935, olej, 101 cm × 78 cm           |
| 23. Naslouchající žena – věčný motiv: 1924, olej, 75 cm × 94 cm | 63. Dítě s medvědem, olej                                       |
| 24. Já z roku 1920: 1924, olej, 91,5 cm × 67 cm                 | 64. Tanec – Danse Burlesque: 1933, olej, 43 cm × 60 cm          |
| 25. Afrika II: 1929, olej, 69 cm × 94 cm                        | 65. Modrá a šedá: 1930, olej, 62 cm × 48 cm                     |
| 26. Ztroskotanci: 1923, olej, 75,5 cm × 60,5 cm                 | 66. Akt: 1935, pastel, 63 cm × 48 cm                            |
| 27. Tanec smrti II: 1932, olej, 90 cm × 109 cm                  | 67. Čtyři z 18 milionů (žen bez mužů): 1930, tuš, 27 cm × 18 cm |
| 28. Tanec smrti I: 1931, olej, 50 cm × 62 cm                    | 68. Rej masek: 1931, olej, 62 cm × 90 cm                        |
| 29. Tanec: olej, 65 cm × 53 cm                                  | 69. Tváře: olej, 52 cm × 49 cm                                  |
| 30. Libuše Freslová: 1916, olej, 65 cm × 45 cm                  | 70. Kostýmní návrh k Turandot: akvarel                          |
| 31. Družičky o Božím těle: 1931, olej, 118 cm × 77 cm           | 71. Kostýmní návrh k Turandot: akvarel                          |
| 32. Družičky o Božím těle: olej, 92 cm × 62,5 cm                | 72. Kostýmní návrh k Turandot: akvarel                          |
| 33. Fantazie rytmická: 1935, olej, 65 cm × 54 cm                | 73. Kostýmní návrh k Turandot: akvarel                          |
| 34. Koupající se ženy: 1934, olej, 85 cm × 110 cm               | 74. Kostýmní návrh k Turandot: akvarel                          |
| 35. Růžový kavalír: 1934, olej, 61 cm × 75 cm                   | 75. Scenický návrh k Turandot: akvarel                          |
| 36. Moře: olej, 31 cm × 38 cm                                   | 76. Scenický návrh k Turandot: akvarel                          |
| 37. Rudý obraz: 1924                                            | 77. Scenický návrh k Turandot: akvarel                          |
| 38. Sestra F. V. Mokrého                                        | 78. Scenický návrh k Turandot: akvarel                          |
| 39. Divadelní scéna: lavírovaná kresba, 24,5 cm × 22 cm         | 79. Scenický návrh k Turandot: akvarel                          |

Obrazy 1–5
Obrazy 5–19

### Jiné
- Pohádka o zdravých dětech – Tyrpeklová, ilustrovala. Praha: Čsl. Červený kříž, 1923
- Sonety nečasového – Martin Jan Vochoč; obálka Z. Burghauserové. Ústí nad Labem: O. J. Bukač, 1933
- Výstava olejů, akvarelů a kreseb z pozůstalosti malířky Růženy Nekutové – napsala úvod. Praha: Topičův salon, 1933
- Květiny na obraze – přednáška pro rozhlas dne 11. září 1934
- Hřbitov slonů: román – Mario Appelius; přeložila Marie Lauschmannová ; s 10 ilustracemi, obálkou a rytinou na vazbě Z. Burghauserové. Praha: Orbis, 1943
- Nové písně osvobozeného člověka – A. Černý, Jan Rokyta; Albert Pražák; Z. Burghauserová. Praha: Kalich, 1946
- Eva Hettešová – Z. Burghauserová. Praha: Ars Melantrich, 1950
- Dr. Bronislav Wellek – na paměť zesnulého s pomocí jeho přátel napsala a portrét r. 1936 nakreslila. 1959
- Paní Božena Slívová – text a kresba. Plzeň: 1960
- Výlet do Klářina údolí: stať vydala jako vzpomínkový list – Božena Slívová ; text a kresba. Vlastním nákladem, 1963